# Velké Losiny
Velké Losiny (německy Groß Ullersdorf) jsou obec v Olomouckém kraji, 9 km severovýchodně od Šumperka. Obec má rozlohu 46,50 km² a čítá přibližně 2 500 obyvatel.

## Poloha

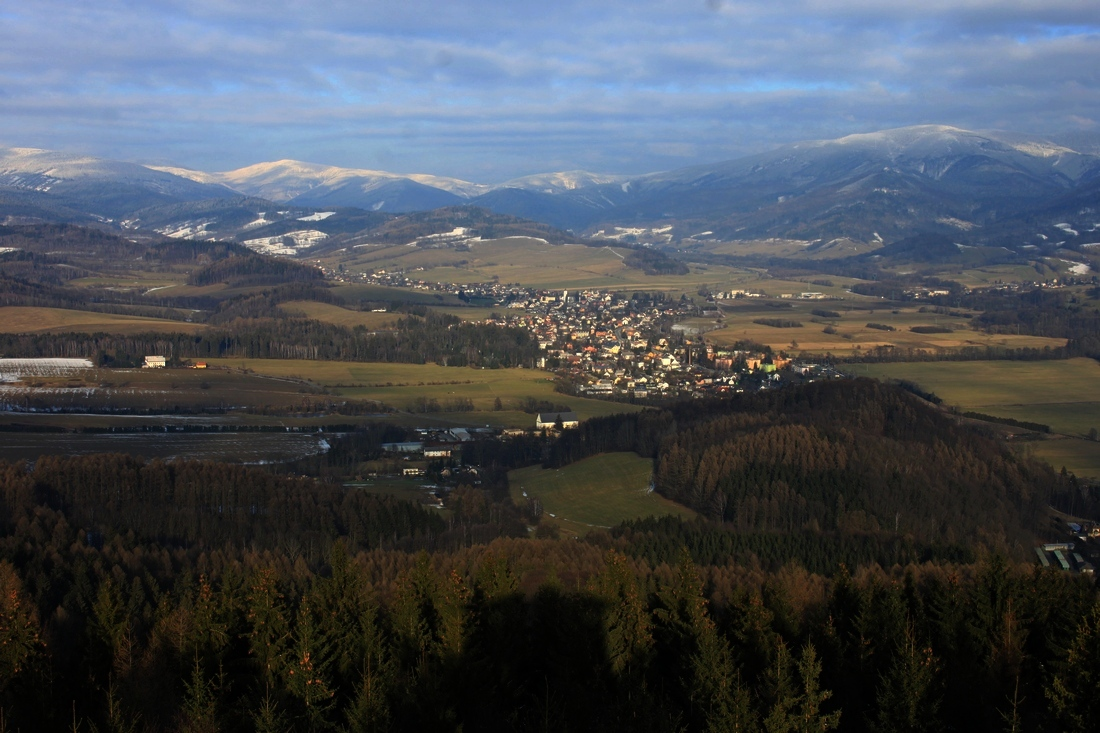
Pohled na údolí Velkých Losin z rozhledny na Předním Bukovém kopci.

Velké Losiny leží v Hanušovické vrchovině v údolí říčky Losinky, asi 9 km severovýchodně od Šumperka. Katastr obce zasahuje na východ k údolí řeky Desné. Na jihu sousedí s obcí Rapotín, severněji v údolí Desné leží Loučná nad Desnou.

## Název
Doklady ze 14. století ukazují německé jméno Ulrichsdorf (případně v polatinštěné podobě Ulrici villa) - "Ulrichova ves", které je zřejmě původní. České jméno bylo asi dáno později (první doklad je z 1412) a bylo převzato od některého místního potoka Losín pojmenovaného podle výskytu losů. První doklad z roku 1412 je v množném čísle (Losiny), posléze se do 17. století používal tvar jednotného čísla Losín. Německé jméno se v písemných záznamech objevuje znovu v 17. století v podobě Ullersdorf, což byla obměna původního jména (Uller byla domácká podoba jména Ulrich). Ve druhé polovině 19. století bylo obnoveno české jméno Losín (vedle německého), v roce 1924 bylo převedeno do množného čísla podle nejstaršího dokladu z roku 1412. Přívlastek Velký/Velké (1885 ojediněle Hrubý, německy Groß) byl připojován od poloviny 18. století na odlišení od nedalekých (a mladších) Nových Losin.

## Historie
První zmínka o Velkých Losinách pochází z listiny vydané ve Šternberku v roce 1296, ve které je uveden název Ulrici villa (Oldřichova Ves), jehož německým ekvivalentem je německý název Groß Ullersdorf. Roku 1351 je připomínán v obci kostel a fara. Podle listiny z roku 1391 můžeme soudit, že patřily zeměpanskému majetku. V první polovině 15. století byla ves poplatná městu Šumperk, ve druhé polovině však již patřila Žerotínům, a to nejprve zřejmě jako zástava, od roku 1507 jako pevná součást majetku – losinské panství.

### Panství Žerotínů

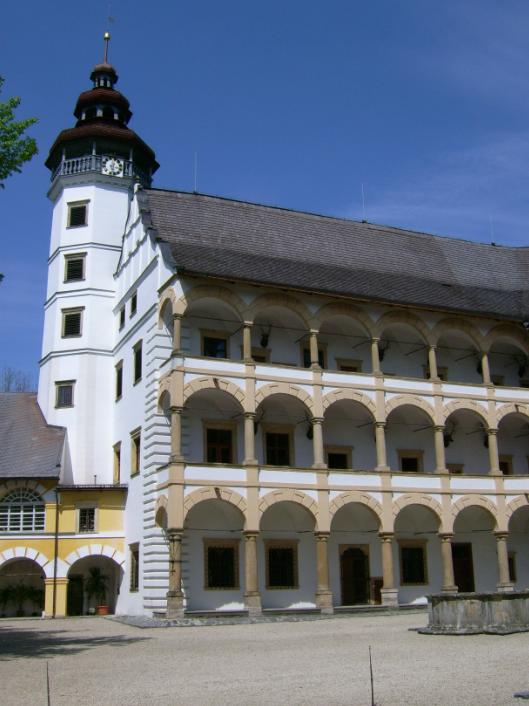
Pohled na arkády losinského zámku

Za panství Žerotínů došlo k rozkvětu Velkých Losin, zvláště po roce 1562, kdy se z jejich poslušenství vykoupilo město Šumperk a místní tvrz se stala centrem panství. Období rozkvětu je spojeno zvláště s Janem mladším ze Žerotína – na místě bývalé tvrze dal vybudovat reprezentativní renesanční zámek (dostavěný roku 1589, rozšířil lázně stavbou další budovy (1592), dal postavit papírnu (první známý filigrán z roku 1596); vystavěn byl také nový renesanční luteránský kostel, při němž se nacházela i škola.
Náklady na výstavbu kladly velké nároky na poddané panství, což vedlo již v roce 1580 k prvnímu povstání. Poddaní si stěžovali u císaře Rudolfa II., svou při však prohráli. Po smrti Jana mladšího ze Žerotína bylo panství rozděleno na losinské a vízmberské (dnešní Loučná nad Desnou, Losiny zdědil starší syn Jan Jetřich. Spolu s bratrem Přemyslavem pokračovali ve stylu hospodaření svého otce, což vyvolalo v roce 1620 nové selské povstání, potlačené počátkem roku 1621.
Za třicetileté války stáli Žerotínové na protihabsburské straně, díky přímluvám příbuzných však nakonec o majetek nepřišli, přestože ke katolictví nepřestoupili. Na druhé straně jejich víra uchránila losinské panství před nájezdy švédských vojsk. Ke katolictví přestoupil až Přemkův syn, Přemek II. ze Žerotína (obě panství byla po smrti Jana Jetřicha roku 1652 opět spojena). Zvyšující se povinnosti vedly ke třetímu, poslednímu povstání poddaných, které bylo ukončeno popravou tří vůdců na nádvoří zámku v roce 1662.
Po smrti Přemka III. v roce 1678 povolala poručnice jeho synů, hraběnka Galle, do Losin inkvizitora Jindřicha Bobliga z Edelstadtu; tím začaly smutně proslulé čarodějnické procesy, které si na losinském panství vyžádaly 56 obětí. Zastaveny byly až Janem Jáchymem ze Žerotína poté, co v roce 1689 dosáhl plnoletosti.
Jan Ludvík, syn Jana Jáchyma, dal při losinském kostele postavit rodinnou hrobku a rozšířil zámeckou kapli (fresky J. K. Handkeho), kolem zámku nechal vybudovat velký francouzský park. Po jeho smrti v roce 1761 bylo panství opět rozděleno, v roce 1802 jej Ludvík Antonín prodal Lichtenštejnům.

### Od Žerotínů po současnost
V roce 1848 byly Velké Losiny včleněny do soudního okresu Vízmberk (dnešní Loučná nad Desnou) v šumperském hejtmanství. V 19. století vznikly v obci mimo papírny další průmyslové podniky – tkalcovna lnu, strojírna a pivovar. Pošta v obci byla založena 1. února 1852. 
Staré lázně byly roku 1881 rozšířeny a byl u nich zřízen park., v roce 1913 bylo postaveno nové velké sanatorium. V roce 1923 byla otevřena německá měšťanská škola, v roce 1924 tzv. selská vysoká škola. Po druhé světové válce došlo v původně německé obci k výměně obyvatelstva. Dnes jsou Velké Losiny známým lázeňským letoviskem, obklopeným rozsáhlými ovocnými sady a velkoškolkami, s poslední papírnou v Evropě, produkující tradiční ruční papír.

## Obec Velké Losiny

### Části obce
- Velké Losiny (k. ú. Velké Losiny)
- Bukovice (k. ú. Bukovice u Velkých Losin)
- Ludvíkov (k. ú. Velké Losiny)
- Maršíkov (k. ú. Maršíkov)
- Žárová (k. ú. Žárová a Prameny u Žárové)

### Hospodářství
Obec Velké Losiny je především zemědělskou a lázeňskou obcí, mimo to zde sídlí několik menších firem.

### Doprava
Obcí prochází silnice I/44, spojující Šumperk přes Červenohorské sedlo s Jesenickem a dále Polskem. Na této trase je provozována pravidelná autobusová doprava. Obcí prochází rovněž železniční trať soukromé železnice Desná, vedoucí do Koutů nad Desnou. Silnicemi třetí třídy je obec spojená se Sobotínem (přes Maršíkov) a údolím Branné (přes Žárovou).

### Kultura
- Místní knihovna a informační centrum
- Kino
- Losinské kulturní léto
- Velkolosinské prameny – informační měsíčník obce
- Velkolosinské svatojánské slavnosti – slavnosti obce (od r. 2003)

### Školství
V současné době je v obci jedna úplná, nově opravená základní škola, která se nachází u kostela, a dvě mateřské školy (MŠ Sluníčko a MŠ Veverka). Všechny školy působí v současné době jako jediná organizace, Základní škola a mateřská škola Velké Losiny. V březnu 1974 byla ve Velkých Losinách zřízena Ústřední zahrádkářská akademie (ÚZA).

### Sport
- Termály Velké Losiny – unikátní termální park, jediný svého druhu v České republice. Relaxační a regenerační vodní svět – 9 termálních bazénů, vodní atrakce, masáže a sauny, restaurace, dětský koutek, celoroční provoz. Venkovní bazény od května do října, v zimním období průplav do venkovního bazénu.
- TJ Sokol Velké Losiny s fotbalovým a šachovým oddílem
- TJ Morava Velké Losiny (jezdecká škola)

## Pamětihodnosti

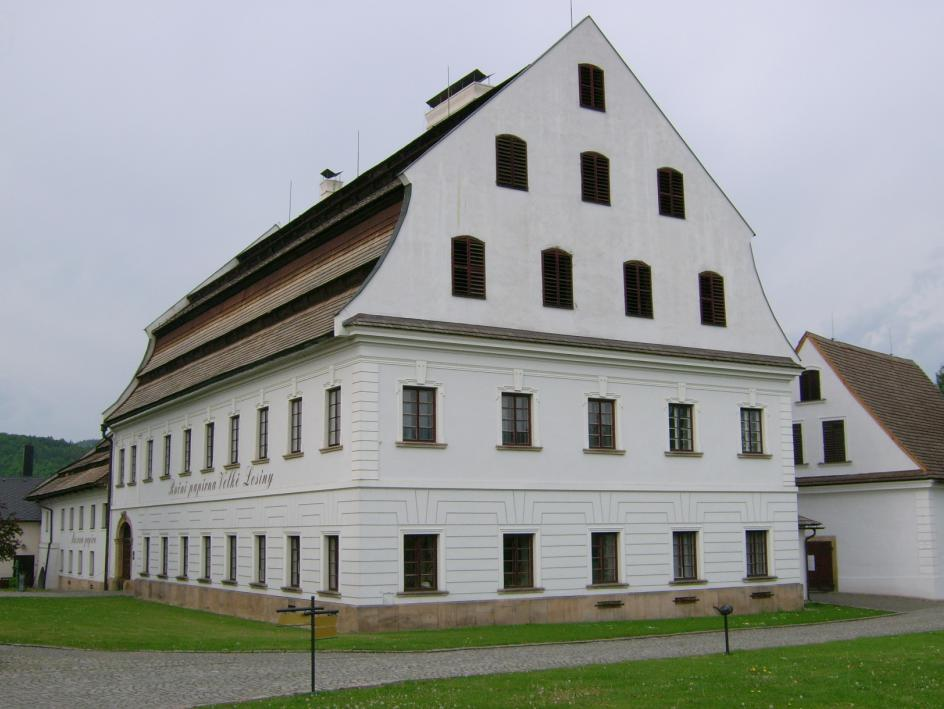
Pohled na budovu ruční papírny

V katastru obce jsou evidovány tyto kulturní památky:
- Zámek Velké Losiny s areálem (národní kulturní památka) – trojkřídlá renesanční stavba z let 1580–1589 na místě původní tvrze, jejíž zdivo z doby před rokem 1412 zůstalo zachováno ve východním křídle zámku; přestavba zámecké kaple v letech 1742–1744; k areálu dále patří:
  - renesanční sgrafito – zachované psaníčkové sgrafito, v dolní části se zoomorfními motivy; původní okna lemují pásy s rostlinným dekorem, na východní fasádě dochováno sgrafito figurální, datováno rokem 1589
  - fresky v zámeckých kaplích – v obou kaplích (barokní i bývalé renesanční) je dochována fresková výzdoba z let 1742–1744 malíře Jana Kryštofa Handkeho
  - nízký zámek – trojkřídlá stavba z 2. poloviny 17. století
  - empírové křídlo – stavba z 2. poloviny 17. století
  - tzv. mateřská škola – stavba z 1. poloviny 18. století
  - skleník – objekt z 2. poloviny 19. století
  - zahradní domek – objekt z 18. století
  - sochy osmi trpaslíků (v tzv. mlýnské zahradě) – samostatně stojící pískovcové skulptury, součást ozdobné zahrady ze 30. let 18. století
  - kašna se skulpturami ryb a putti (v tzv. mlýnské zahradě) – součást ozdobné zahrady ze 30. let 18. století
  - socha sv. Jana Nepomuckého (u sv. nároží zámku) – barokní sochařská práce z roku 1716
  - sousoší Nejsvětější Trojice (jižně nízkého zámku) – práce kamenického maletínského mistra Jenische ze 2. poloviny 19. století
  - sousoší Smrt Aktaióna (Milon Krotónský) – barokní sochařská práce J. A. Heinze a J. J. Lenherta z 30. let 18. století z původní výzdoby parku
  - sousoší Herakles se lvem – sochařská práce z 30. let 18. století, dílo J. A. Heinze a J. J. Lenherta
  - zámecký park – přírodně krajinářský park o rozloze 15,41 ha, založený v letech 1580–1589 jako renesanční zahrada, v letech 1731–1738 přebudovaná na barokní park ve francouzském, od roku 1802 park anglický
- Ruční papírna, komplex budov čp. 9 – založen v roce 1550, konstrukce a krovy ze 17. století, dnešní úprava průčelí z roku 1825 (národní kulturní památka a technická památka)
- Farní kostel sv. Jana Křtitele – pozdně renesanční jednolodní kostel z let 1599–1603, s pozdně gotickou věží a četnými kamennými články; chór upraven v roce 1784, kaple přistavěna v roce 1725

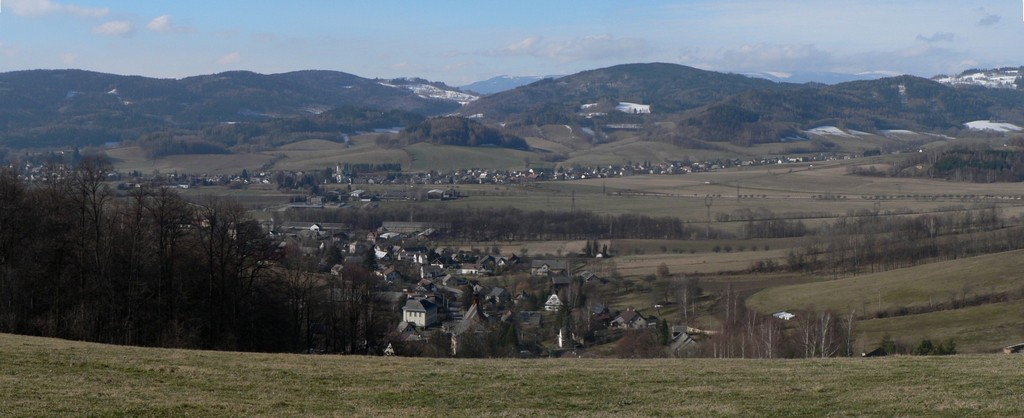
Velké Losiny od východu, v popředí část Maršíkov

- Kaple sv. Kříže (v areálu lázní) – drobná barokní stavba z roku 1715
- Kaplička zv. Švédská (u cesty) – drobná architektura z roku 1650
- Kaplička sv. Rocha (ul. Boženy Němcové) – drobná barokní architektura ze 2. poloviny 18. století
- Bývalá žerotínská sýpka – monumentální barokní hospodářská budova z poloviny 18. století; k ní patří dále:
  - socha sv. Floriána – barokní socha z 2. třetiny 18. století
- Socha sv. Jana Nepomuckého (ul. Bukovická) – rokoková sochařská práce z roku 1734
- Sloup Nejsvětější Trojice (ul. Komenského) – raně barokní sochařská práce z roku 1707
- Boží muka (v zahradě na tř. Rudé armády) – sloupková boží muka z roku 1700
- Sousoší Kalvárie (ul. Komenského u lázeňského parku) – kamenická práce z roku 1725
- Kaple svaté Anny (Horní Bohdíkov)
- Meteorologický sloup – objekt z roku 1933 stojící v Lázeňské ulici[9]

## Turistické zajímavosti
- Lázně Velké Losiny
- Lázeňský park, ve kterém se mimo jiné nachází pramen Karel (léčebná voda) a termální bazén.
- Dřevěný kříž u cesty na Žárovou – upomínka na místo loučení obětí čarodějnických procesů se svými rodinami.
- Naučná stezka Velké Losiny
- Rozhledna Bukovka

## Fotografie

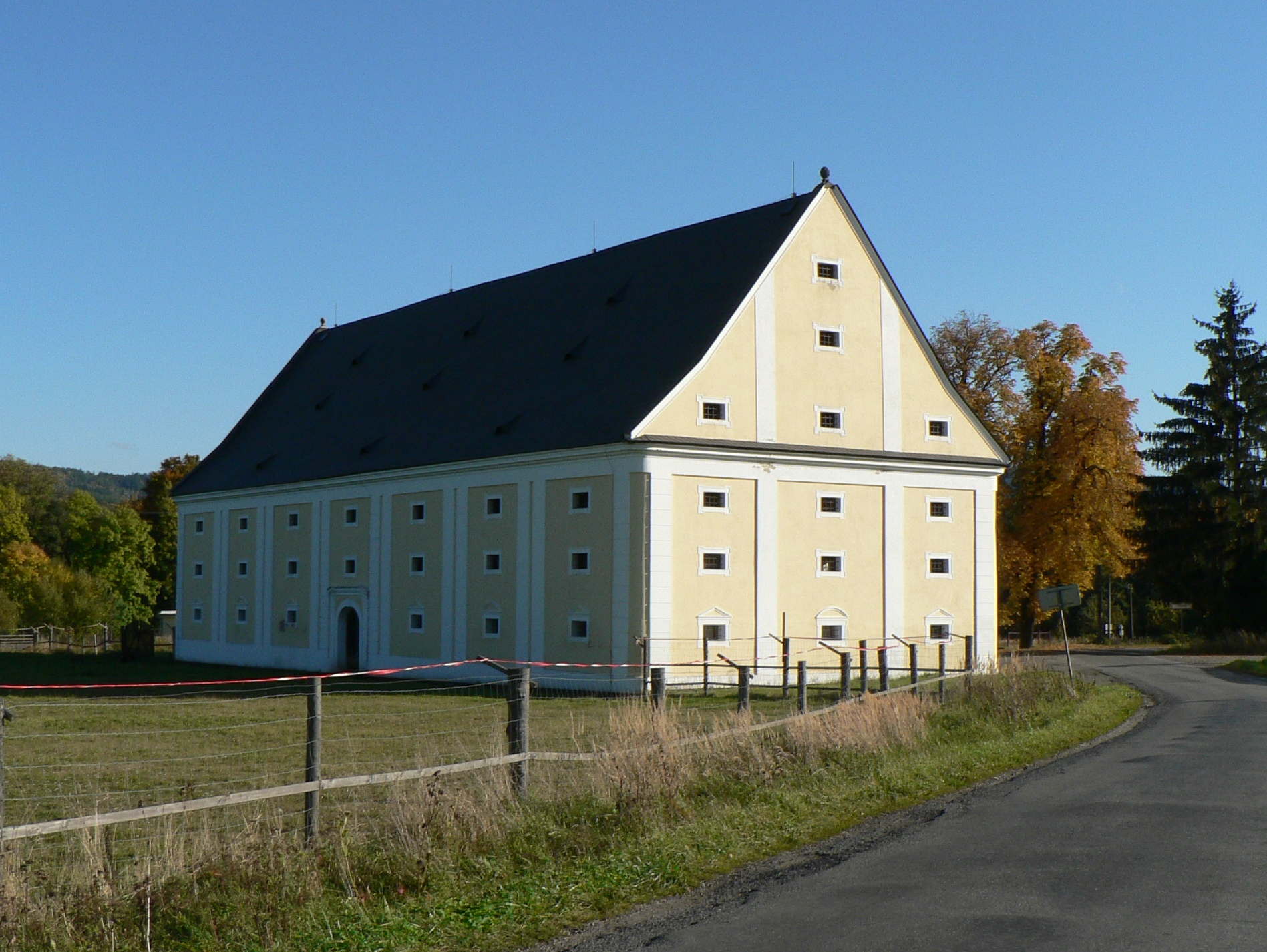
Barokní sýpka
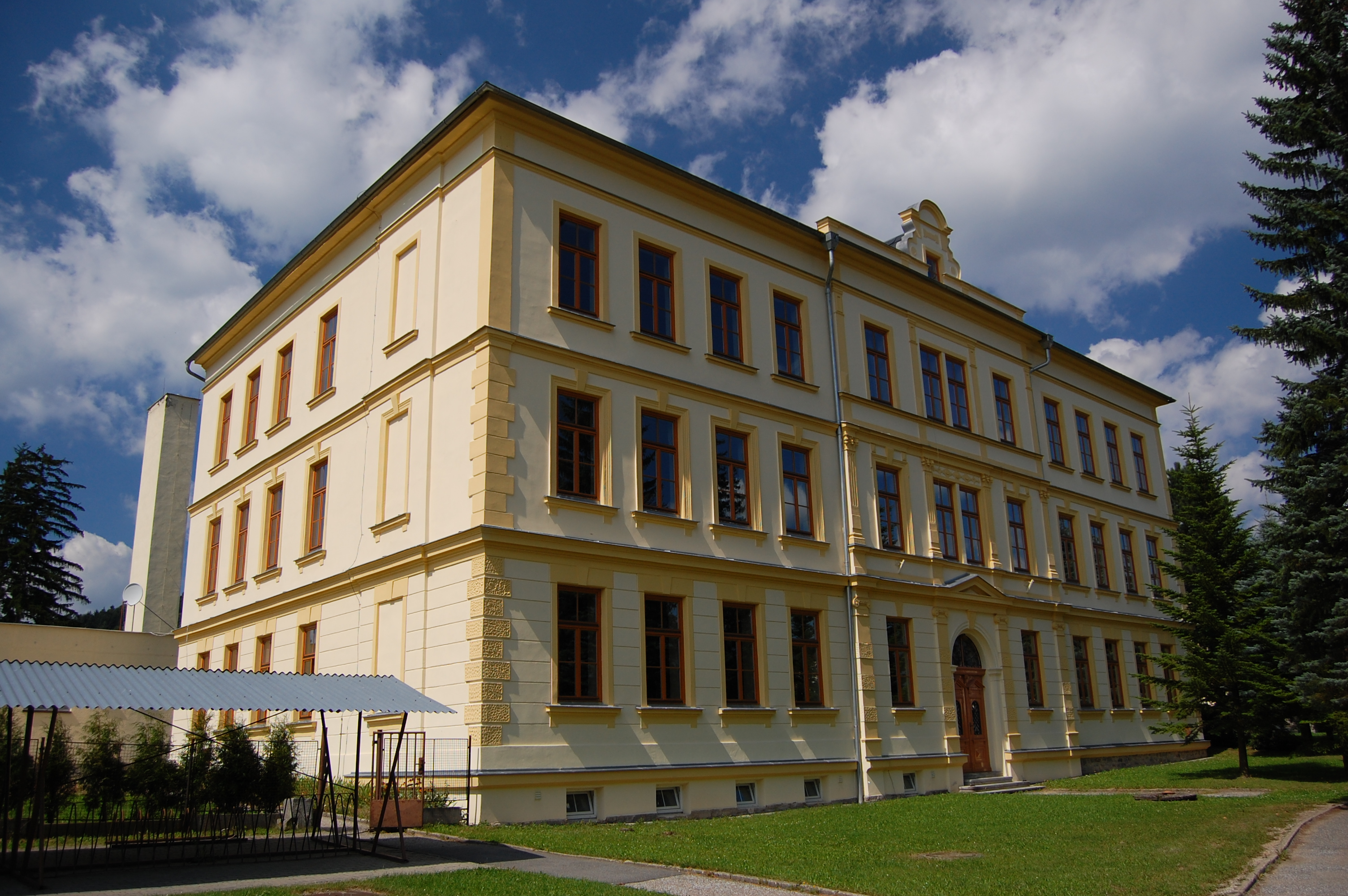
Budova školy
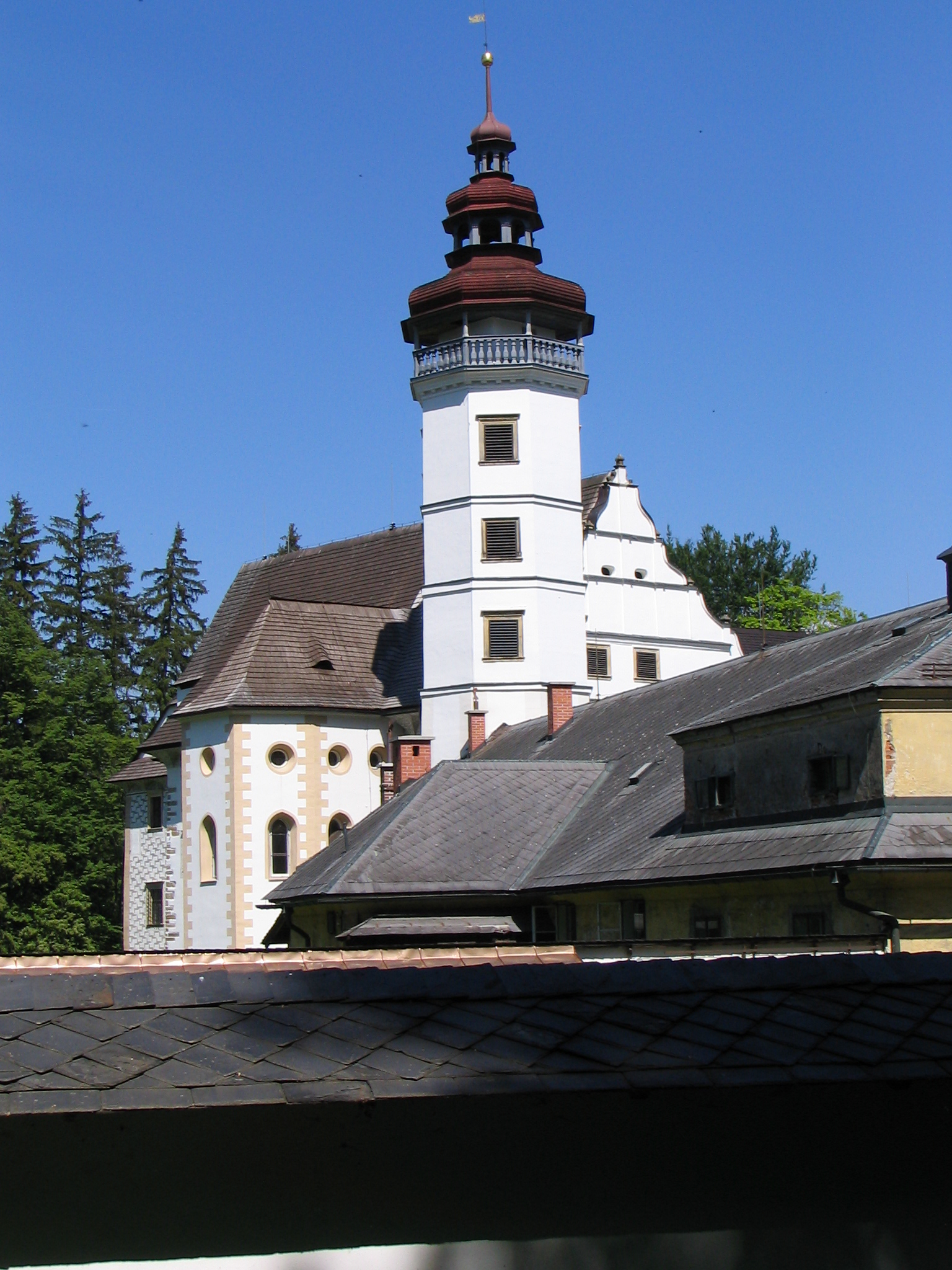
Věž zámku se zámeckou kaplí
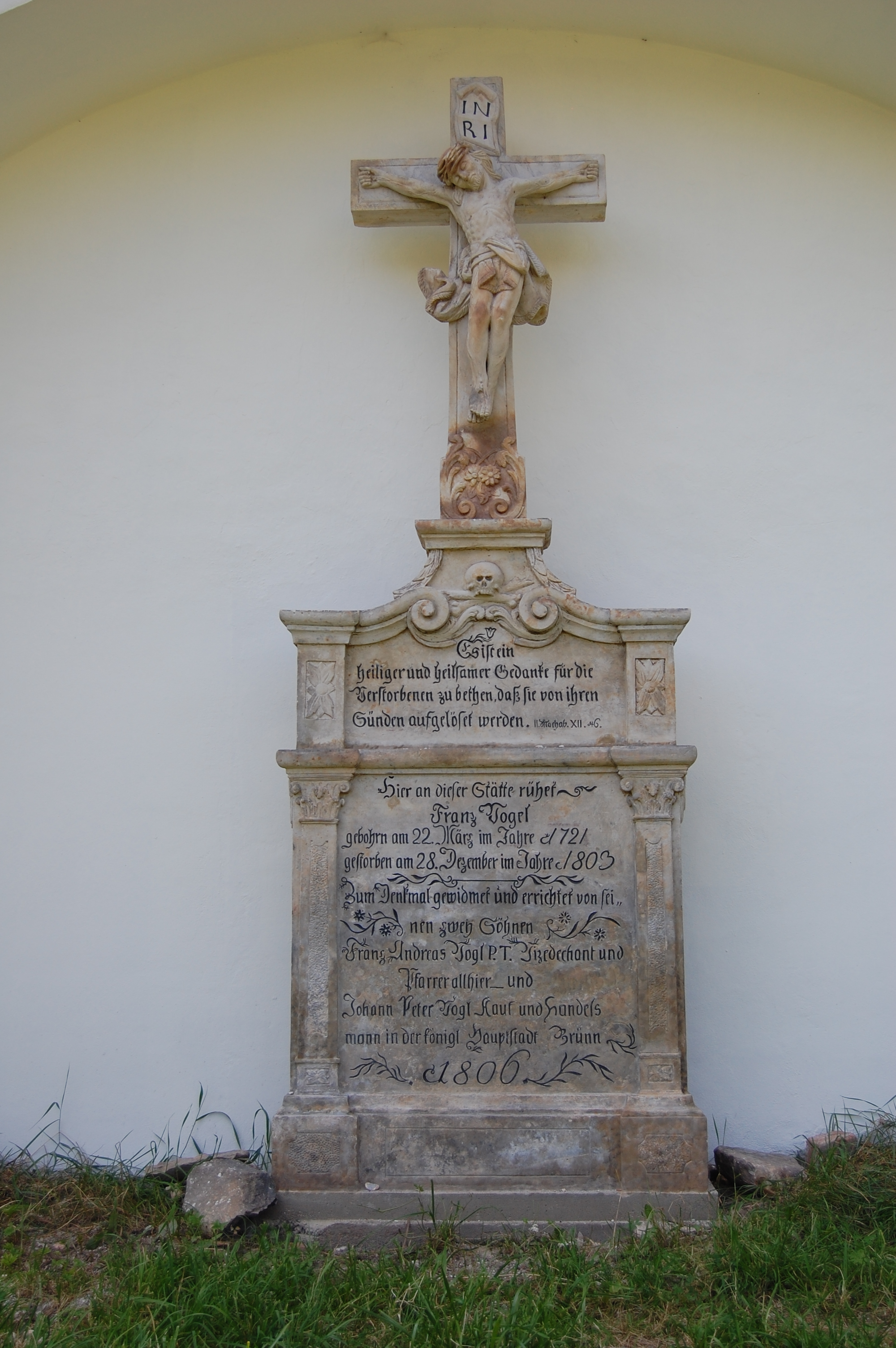
Náhrobek za kostelem svatého Jana Křtitele